# Documenta 12

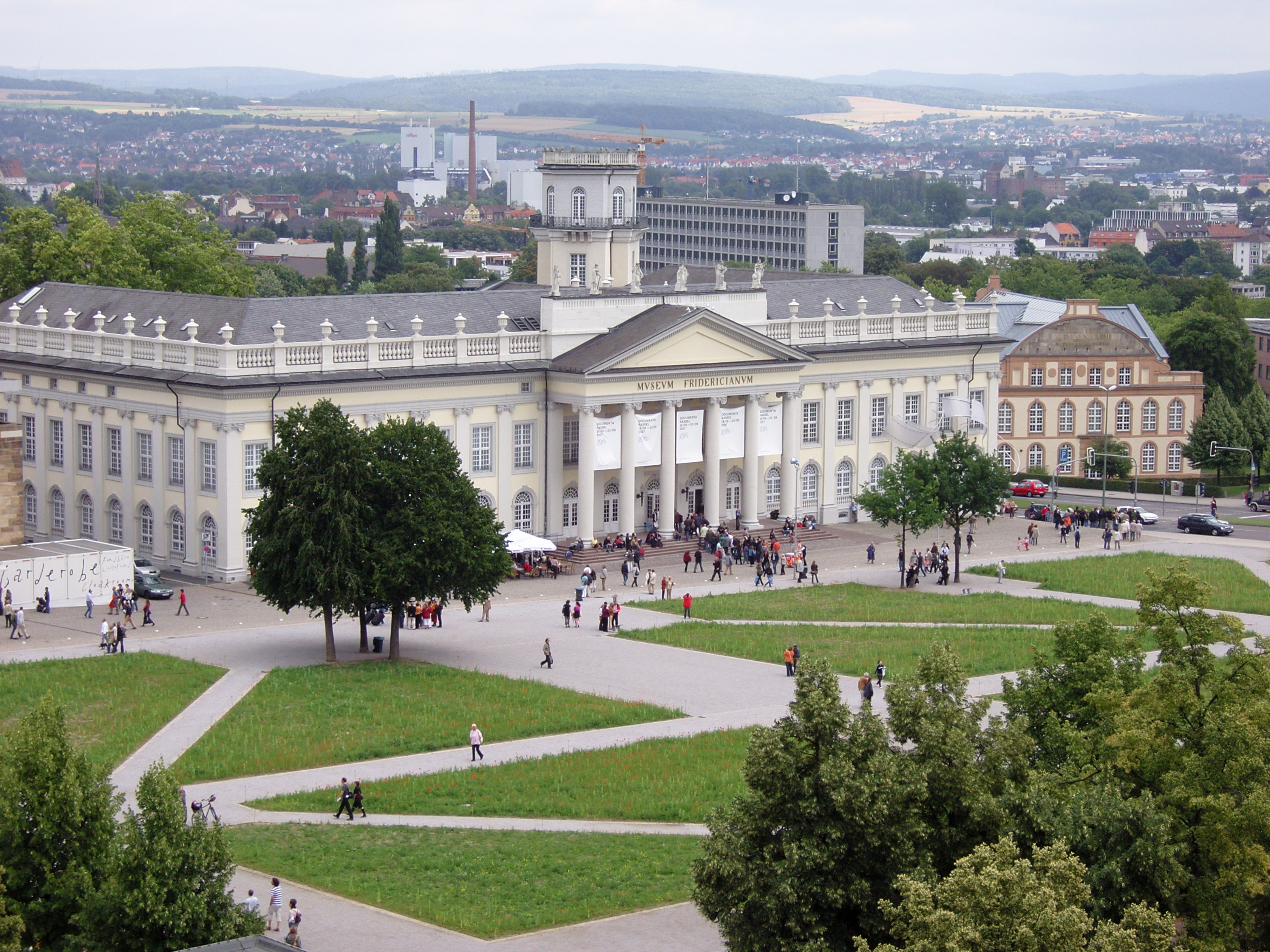
El Fridericianum durante la documenta 12.

La documenta 12 fue la duodécima edición de documenta, la exposición de arte contemporáneo. Tuvo lugar en Kassel del 16 de junio al 23 de septiembre de 2007. El director artístico de la documenta 12 fue Roger-Martin Buergel y la comisaria, Ruth Noack. En los diversos espacios de la exposición se expusieron más de 500 obras de 100 artistas de todo del mundo.

## Hilos conductores
La documenta 12 se estructuró alrededor de tres hilos conductores que tenían forma de pregunta:
- ¿Es la modernidad nuestra antigüedad?, preguntando por el sentido actual de la Modernidad.

- ¿Qué es la vida desnuda?, que se refiere a la fragilidad física de la persona y evoca las experiencias límite de la tortura y los campos de concentración, por un lado, y del éxtasis místico, por el otro.

- ¿Qué se debe hacer?, apunta a la comunicación del fenómeno artístico y a la función que ha de tener la documenta en el ámbito de la formación de las personas.

## Educación en documenta 12
En el ámbito de la mediación artística y cultural la documenta 12 supuso un hito de especial relevancia dado que se organizó un extenso programa educativo comisariado por la investigadora y docente en educación artística Carmen Mörsch. En este programa se pusieron en marcha iniciativas que trataban de conectar la institución artística con la sociedad e indagar en la creación de vínculos y conexiones entre la creación artística contemporánea y el público.
En paralelo al desarrollo de este programa se desarrolló una investigación que profundizaba de manera crítica en el papel de la educación en el contexto de las instituciones culturales y en el rol del educador y sus potencialidades. Fruto de este proceso se editó una publicación en dos volúmenes  que se ha convertido en una referencia para los estudios de educación en museos y mediación cultural. 
- Documenta 12 education I: Engaging audiences, opening institutions. Methods and strategies in education at documenta 12[2]

- Documenta 12 Education 2: Between Critical Practice and Visitor Services Results of a Research Project.[3]

## Artistas participantes

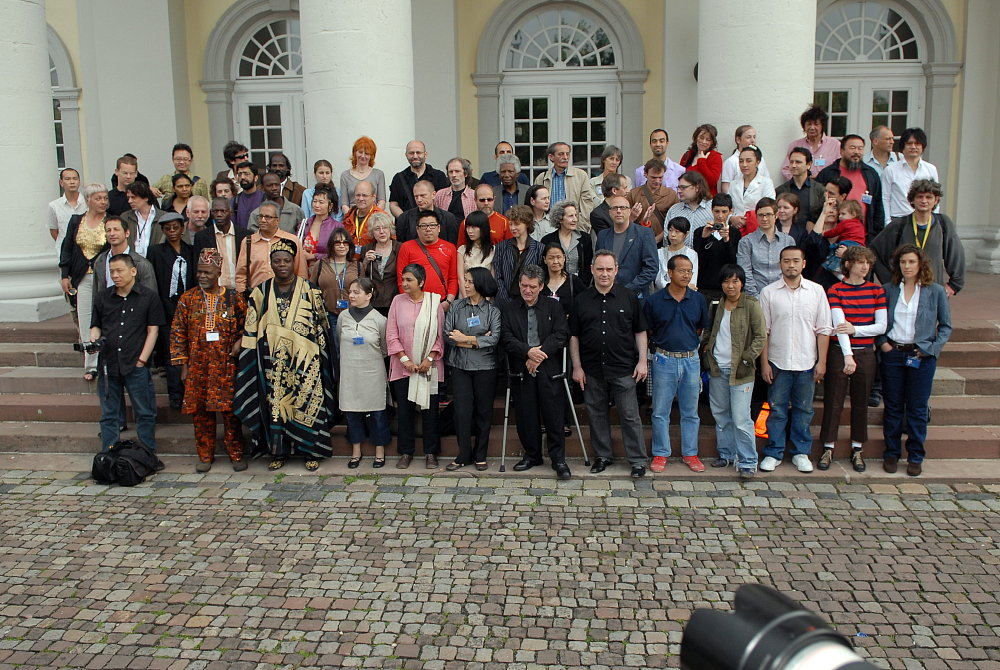
Artistas de la documenta 12 delante del Fridericianum.

El 13 de junio de 2007 se presentó, en el marco de una conferencia de prensa, la siguiente lista, que incluye 114 nombres:
| A                    |                                 |                        |                    |                 |
| Sonia Abián          | Ferran Adrià                    | Saâdane Afif           | Ai Weiwei          | Halil Altındere |
| Eleanor Antin        | Ryōko Aoki                      | David Aradeon          | Ibon Aranberri     |                 |
| B                    |                                 |                        |                    |                 |
| Monika Baer          | Maja Bajević                    | Yael Bartana           | Mária Bartuszová   |                 |
| Ricardo Basbaum      | Johanna Billing                 | Cosima von Bonin       | Trisha Brown       |                 |
| C                    |                                 |                        |                    |                 |
| Graciela Carnevale   | James Coleman                   | Alice Creischer        |                    |                 |
| D                    |                                 |                        |                    |                 |
| Danica Dakić         | Juan Davila                     | Dias & Riedweg         | Gonzalo Díaz       |                 |
| Atul Dodiya          | Ines Doujak                     | Lili Dujourie          | Lukas Duwenhögger  |                 |
| F                    |                                 |                        |                    |                 |
| Harun Farocki        | León Ferrari                    | Iole de Freitas        | Peter Friedl       |                 |
| G                    |                                 |                        |                    |                 |
| Poul Gernes          | Andrea Geyer                    | Simryn Gill            | David Goldblatt    | Sheela Gowda    |
| Ion Grigorescu       | Grupo de Artistas de Vanguardia | Dmitri Gutov           |                    |                 |
| H                    |                                 |                        |                    |                 |
| Sharon Hayes         | Romuald Hazoumé                 | Hu Xiaoyuan            | Ashley Hunt        |                 |
| I–J                  |                                 |                        |                    |                 |
| Sanja Iveković       | Luis Jacob                      | Jorge Mario Jáuregui   |                    |                 |
| K                    |                                 |                        |                    |                 |
| Amar Kanwar          | Mary Kelly                      | Bela Kolárová          | Abdoulaye Konaté   | Bill Kouélany   |
| Jirí Kovanda         | Sakarin Krue-On                 | Zofia Kulik            | KwieKulik          |                 |
| L                    |                                 |                        |                    |                 |
| Louise Lawler        | Zoe Leonard                     | Lin Yilin              | Lee Lozano         | Lu Hao          |
| M–N                  |                                 |                        |                    |                 |
| Churchill Madikida   | Iñigo Manglano-Ovalle           | Kerry James Marshall   | Agnes Martin       |                 |
| John McCracken       | Nasreen Mohamedi                | Andrei Monastyrski     | Olga Neuwirth      |                 |
| O                    |                                 |                        |                    |                 |
| J.D.'Okhai Ojeikere  | Anatoli Osmolovsky              | George Osodi           | Jorge Oteiza       |                 |
| P                    |                                 |                        |                    |                 |
| Annie Pootoogook     | Charlotte Posenenske            | Kirill Preobrazhenskiy | Florian Pumhösl    |                 |
| R                    |                                 |                        |                    |                 |
| Yvonne Rainer        | CK Rajan                        | Gerhard Richter        | Alejandra Riera    |                 |
| Gerwald Rockenschaub | Lotty Rosenfeld                 | Martha Rosler          |                    |                 |
| S                    |                                 |                        |                    |                 |
| Luis Sacilotto       | Katya Sander                    | Mira Schendel          | Dierk Schmidt      | Kateřina Šedá   |
| Allan Sekula         | Ahlam Shibli                    | Andreas Siekmann       | Nedko Solakov      | Jo Spence       |
| Grete Stern          | Hito Steyerl                    | Imogen Stidworthy      | Mladen Stilinović  |                 |
| Jürgen Stollhans     | Shooshie Sulaiman               | Oumou Sy               | Alina Szapocznikow |                 |
| T                    |                                 |                        |                    |                 |
| Atsuko Tanaka        | David Thorne                    | Guy Tillim             |                    |                 |
| U–Z                  |                                 |                        |                    |                 |
| Lidwien van de Ven   | Simon Wachsmuth                 | Xie Nanxing            | Yan Lei            |                 |
| Tseng Yu-Chin        | Zheng Guogu                     | Artur Żmijewski        |                    |                 |

## La polémica: ¿puede llegar a considerarse la cocina como arte contemporáneo?
Esta edición de la documenta fue polémica por la participación del cocinero catalán Ferran Adrià, lo que muchos consideraron inadecuado en una exposición de arte. El director artístico Roger-Martin Buergel declaró:
"He invitado a Ferran Adrià porque ha conseguido crear un lenguaje propio, llegando a convertirse en alguien influyente en la escena internacional. Esto es lo que me interesa, y no si la gente lo percibe como arte o no. Es importante decir que la inteligencia artística no depende del soporte, no se debe identificar el arte solo con la fotografía, la escultura, la pintura…, ni tampoco con la cocina en un sentido general. Pero en determinadas circunstancias la cocina también se puede llegar a considerar arte."